# Episodi di Duel Masters WIN Duel Wars
Duel Masters WIN Duel Wars (デュエル・マスターズWIN デュエル・ウォーズ?, Dyueru Masutāzu WIN Dyueru Uōzu) è stato trasmesso in Giappone dal 2 aprile 2023 al 31 marzo 2024 su TV Tokyo per un totale di 49 episodi. Le sigle sono rispettivamente Winner Win! (lett. "Win vinci!") di Hironobu Kageyama (apertura) e Hōkago gyutto (放課後ギュッと? lett. "Subito dopo la scuola"). La seconda coppia di sigle presenta Ability lett. "Abilità" degli AXXX1S (apertura) e BRAND NEW MOMENT lett. "NUOVO MOMENTO" di Serena Kôzuki (chiusura). La terza coppia di sigle invece vede i brani Believe it leap (lett. "Credici, salta") di Takuya Sugimoto (apertura) e Draw (lett. "Disegno") degli Xaa Xaa (chiusura). La quarta coppia di sigle è composta da Tatakai ga kieta hi (戦いが消えた日? lett. "Il giorno in cui la battaglia terminò") dei SAD originals (apertura) e Abyss-Over (chiusura).

Il logo della serie

Win Kirifuda si è iscritto all'Accademia Maihama, una scuola dedicata completamente al mondo dei duelli. Inizialmente convinto di poter condurre una vita da sogno finendo per duellare ogni giorno con gli altri, scopre che la vita scolastica è più noiosa di quanto si aspettasse e perciò decide di formare un club dei duellanti più forti per godersi al massimo la sua passione. Nel frattempo, i quattro re dei duelli (i D4), l'ambizioso Prince Kaiser e un'entità misteriosa che controlla l'istituto da dietro le quinte fanno il loro ingresso in scena, il che porterà Win a cercare delle risposte ai vari misteri che lo circondano nella sua permanenza all'accademia.

## Lista episodi
| Nº | Titolo italiano (traduzione letterale) Giapponese 「Kanji」 - Rōmaji                                                  | In onda           | In onda |
| Nº | Titolo italiano (traduzione letterale) Giapponese 「Kanji」 - Rōmaji                                                  | Giapponese        |         |
| 1  | Cerimonia di ingresso! Accademia Maihama 「祝入学！マイハマ学園」 - Iwai nyūgaku! Maihama gakuen                      | 2 aprile 2023     |         |
| 2  | È deciso! Il più forte club dei duelli 「設立！デュエマさいこークラブ」 - Setsuritsu! Dyuema saiko ̄Kurabu             | 9 aprile 2023     |         |
| 3  | Rivincita! Prince Kaiser 「再戦！プリンス・カイザ」 - Saisen! Purinsu Kaiza                                           | 16 aprile 2023    |         |
| 4  | Nascita! Noir Abyss 「誕生！ノワールアビス」 - Tanjō! Nowāru Abisu                                                    | 23 aprile 2023    |         |
| 5  | Pericolo! La trappola di Fargo 「危険！ファルゴの罠」 - Kiken! Farugo no wana                                         | 30 aprile 2023    |         |
| SP | Ripasso! L'entrata all'accademia Maihama! 「復習！マイハマ学園入学！」 - Fukushū! Maihama gakuen nyūgaku!             | 7 maggio 2023     |         |
| 6  | Una dura prova! La dimora del cuore 「試練！心の館」 - Shiren! Kokoro no yakata                                       | 14 maggio 2023    |         |
| 7  | Orrore! Il male strisciante 「恐怖！忍び寄る悪意」 - Kyōfu! Shinobiyoru akui                                          | 21 maggio 2023    |         |
| 8  | Caos! Il ninja carino 「聖沌！可憐なるシノビ」 - Hijiri kura! Karen'naru shinobi                                      | 28 maggio 2023    |         |
| 9  | Angoscia! L'esistenza dei D4 「苦悩！Ｄ４たる存在」 - Kunō! D4 taru sonzai                                            | 4 giugno 2023     |         |
| 10 | Battaglia feroce! La sfida dei D4 「激闘！Ｄ４争奪戦」 - Gekitō! D4 sōdatsu-sen                                       | 11 giugno 2023    |         |
| 11 | Determinazione! I nuovi D4 「決意！新たなるＤ４」 - Ketsui! Aratanaru D4                                              | 18 giugno 2023    |         |
| 12 | Sfida! Le guerre del festival culturale 「挑戦！文化祭ウォーズ」 - Chōsen! Bunka matsuri Uōzu                         | 25 giugno 2023    |         |
| 13 | Misterioso! Noir Maison 「怪奇！ノワール・メゾン」 - Kaiki! Nowāru Mezon                                              | 2 luglio 2023     |         |
| 14 | Brivido! La casa infestata nel buio 「戦慄！闇のお化け屋敷」 - Senritsu! Yami no obakeyashi                           | 9 luglio 2023     |         |
| 15 | Confusione! La furia di Fargo 「混乱！ファルゴの暴走」 - Konran! Farugo no bōsō                                       | 16 luglio 2023    |         |
| 16 | Insediamento! Fede e legami 「決着！信念と絆」 - Ketchaku! Shin'nen to kizuna                                         | 23 luglio 2023    |         |
| 17 | Infiltrazione! D7 Summit!! 「潜入！D7サミット！！」 - Sennyū! D7 Samitto!!                                            | 30 luglio 2023    |         |
| 18 | Assalto! Il luogo in cui vengono prodotti gli anime!! 「突撃！アニメ制作現場！！」 - Totsugeki! Anime seisaku genba!! | 6 agosto 2023     |         |
| 19 | Follia! Professor Reaper 「異端！リッパ―教授」 - Itan! Rippa kyōju                                                    | 13 agosto 2023    |         |
| 20 | Ricordi! L'oscurità della mente 「追憶！心の闇」 - Tsuioku! Kokoro no yami                                            | 20 agosto 2023    |         |
| 21 | Apparizione! Shimokawa Channel 「登場！シモカワチャンネル」 - Tōjō! Shimokawa Channeru                                | 27 agosto 2023    |         |
| 22 | Fuggi! Il risveglio di Jashin 「暴走！邪神の覚醒」 - Bōsō! Jashin no kakusei                                          | 3 settembre 2023  |         |
| 23 | Mistero! La scuola di Maihama inversa 「怪異！逆マイハマ学園」 - Kaii! Gyaku Maihama gakuen                           | 10 settembre 2023 |         |
| 24 | Ricerca! Field of Winner 「探索！フィールド・オブ・ウィナ」 - Tansaku! Fīrudo obu Uina                                | 17 settembre 2023 |         |
| 25 | Contrattacco! Win VS Issa 「逆襲！ウィンｖｓイッサ」 - Gyakushū! Uin vs Issa                                          | 24 settembre 2023 |         |
| SP | Ripasso! Il professor Reaper è arrivato!! 「復習！リッパー教授着任！！」 - Fukushū! Rippā kyōju chakunin!!            | 1º ottobre 2023   |         |
| 26 | Apertura! Duel Wars 「開幕！デュエル・ウォーズ」 - Kaimaku! Dyueru Uōzu                                               | 8 ottobre 2023    |         |
| 27 | Indomabile! La determinazione di Bowie 「不屈！ボウイの覚悟」 - Fukutsu! Bōi no kakugo                                | 15 ottobre 2023   |         |
| 28 | Scontro! L'ambizione dei D4 「激突！Ｄ４の野心」 - Gekitotsu! D4 no yashin                                            | 22 ottobre 2023   |         |
| 29 | Superato! La resurrezione di Abyss 「蹂躙！復活のアビス」 - Jūrin! Fukkatsu no Abisu                                  | 29 ottobre 2023   |         |
| 30 | Ferocia! La fine del leader 「壮絶！首領の最期」 - Sōzetsu! Shuryō no saigo                                           | 5 novembre 2023   |         |
| 31 | Rivincita! Un desiderio irremovibile 「再戦！譲れぬ願い」 - Saisen! Yuzurenu negai                                    | 12 novembre 2023  |         |
| 32 | Esplosione! Forti sentimenti 「炸裂！強き想い」 - Sakuretsu! Tsuyoki omoi                                             | 19 novembre 2023  |         |
| 33 | Nemesi! Qualunque desiderio 「宿敵！それぞれの願い」 - Shukuteki! Sorezore no negai                                   | 26 novembre 2023  |         |
| 34 | Fine! La luce della speranza 「終結！希望の光」 - Shūketsu! Kibō no hikari                                            | 3 dicembre 2023   |         |
| 35 | Conflitto! La confusione di Karen 「葛藤！戸惑いのカレン」 - Kattō! Tomadoi no Karen                                  | 10 dicembre 2023  |         |
| 36 | Agonia! Il pensiero maledetto 「苦悶！考える呪縛」 - Kumon! Kangaeru jubaku                                           | 17 dicembre 2023  |         |
| 37 | Notte Santa! La preghiera di Win 「聖夜！ウィンの祈り」 - Seiya! Uin no inori                                         | 24 dicembre 2023  |         |
| 38 | Prendere il controllo! Ondate di oscurità 「掌握！闇の波動」 - Shōaku! Yami no hadō                                   | 7 gennaio 2024    |         |
| 39 | Inquietudine! Grande crisi 「不穏！大いなる危機」 - Fuon! Ōinaru kiki                                                 | 14 gennaio 2024   |         |
| 40 | Crepuscolo! Invito di ingranaggi 「黄昏！歯車の誘い」 - Tasogare! Haguruma no sasoi                                   | 21 gennaio 2024   |         |
| 41 | Furia! Sole esplosivo 「憤怒！暴爆の太陽」 - Fundo! Bōbaku no taiyō                                                   | 28 gennaio 2024   |         |
| SP | Ripasso! L'abisso di Win 「復習！ウィンの深淵」 - Fukushū! Uin no shin'en                                             | 4 febbraio 2024   |         |
| 42 | Rottura! D4 e Kaiser 「決裂！Ｄ４とカイザ」 - Ketsuretsu! D4 to Kaiza                                                 | 11 febbraio 2024  |         |
| 43 | Tristezza! La volontà di Diamond 「哀切！ダイヤモンドの意志」 - Aisetsu! Daiyamondo no ishi                           | 18 febbraio 2024  |         |
| 44 | Battaglia decisiva! Sole e oscurità 「決戦！太陽と闇」 - Kessen! Taiyō to yami                                        | 25 febbraio 2024  |         |
| 45 | Destino! Triste conformismo 「運命！悲しき同調」 - Unmei! Kanashiki dōchō                                             | 3 marzo 2024      |         |
| 46 | Follia! Il sogno di Ugata 「乱心！ウガタの夢」 - Ranshin! Ugata no yume                                               | 10 marzo 2024     |         |
| 47 | Fine! L'ultimo turno 「終極！最後のターン」 - Shūkyoku! Saigo no Tān                                                  | 17 marzo 2024     |         |
| 48 | Correndo! La Death Road super veloce 「激走！超速のデスロード」 - Gekisō! Chōsoku no Desu Rōdo                        | 24 marzo 2024     |         |
| 49 | Duello! Abisso e sole 「決闘！深淵と太陽」 - Kettō! Shin'en to taiyō                                                  | 31 marzo 2024     |         |